# Hotel Siglo XX
L'Hotel Siglo XX és una obra de Tremp (Pallars Jussà) protegida com a Bé Cultural d'Interès Local.

## Descripció
Edifici de grans dimensions situat a la cantonada entre el carrer Sant Jaume i la Plaça de la Creu. És una construcció de diferents plantes en diferents zones, degut a l'adaptació de la construcció a l'orografia del carrer. L'hotel mostra unes característiques arquitectòniques classicistes, tot i que molt desvirtuades, degut a les diferents reformes que ha sofert.
Tot i així es poden diferenciar les pilastres adossades al mur, estriades, i els arcs en forma d'arc de mig punt que engloben diferents obertures verticalment. En la façana lateral, carrer Sant Jaume, es diferencien algunes baranes metàl·liques amb el perfil corbat o els barrots helicoidals.

## Història
Ramon Vilanova Amargós i la seva esposa Pepita van fundar l' Hotel Segle XX el 1880.